# 麺と千尋の並行世界
『麺と千尋の並行世界』（めんとちひろのへいこうせかい）は、うどんチェーンの丸亀製麺が企画した『食いっプリ!グランプリ!』を題材にした、前田敦子主演のSFファンタジー企業ドラマである。「丸亀製麺公式YouTubeチャンネル」にて2021年5月27日配信開始予定。全4話予定。

## 概要
丸亀製麺が2021年1月より始動させた『うどんで日本を元気にプロジェクト』にて企画された『食いっプリ!グランプリ!』を題材に、プロジェクトの成功に向けて丸亀製麺と親会社であるトリドールホールディングスの社員が奮闘する様子を絵が描く予定。
実際に開催された『食いっプリ!グランプリ!』にて、初代グランプリに選出された、西山こころは主人公の高校生時代を演じている。
また、今作に出演している柳英里紗が監督・撮影・編集を担当した、「前田敦子特別ドキュメンタリー」がドラマ公式サイトにて公開予定である。

## キャスト

### トリドールホールディングス
萩尾 千尋
演 - 【17歳】西山こころ／【30歳】前田敦子
マーケティング統括部丸亀製麺担当、「食いっプリ!グランプリ!」のプロジェクトリーダー。
伊丹 雅治
演 - 塚本高史
千尋の上司で経営戦略本部本部長、「食いっプリ!グランプリ!」の企画発案者。
中本 豪介
演 - 斎藤司（トレンディエンジェル）
マーケティング統括部と敵対している営業部部長。
斑目 守
演 - 渡部豪太
千尋の上司でマーケティング統括部部長。
赤穂 妙子
演 - 柳英里紗
千尋の先輩でマーケティング統括部社員。
三田 有紗
演 - Niki
千尋の後輩のマーケティング統括部社員。
塚口 翼
演 - ゆうたろう
千尋の後輩のマーケティング統括部社員。
菊地 淳一
演 - 鈴木拓（ドランクドラゴン）
首都圏営業部エリアマネージャー。
淡路 貴明
演 - いとうせいこう
創業者で社長兼CEO。

### 丸亀製麺店舗
芦屋
演 - キンタロー。
店舗パートナースタッフ。
魚崎
演 - 府中ふみえ（プラン計画）
店舗パートナースタッフ。
住吉
演 - 斉藤ハルエ（プラン計画）
店舗パートナースタッフ。

### ほか
- 橋野純平[注 2][4]
- 森下史也[注 2][4]

## 音楽
- 川崎鷹也「ヘイコウセカイ」、「僕と僕」[5]

## スタッフ
- 企画：木内悠介
- 脚本：アサダアツシ
- 音楽：川崎鷹也
- 3rd助監督：三好隼人[6]
- 撮影：石垣求
- 照明：宗賢次郎
- 録音：下元徹
- 装飾：前田陽
- スタイリスト：稲田涼子
- ヘアメイク：大原佐智、河本花葉
- スチール：轟あずさ
- ポストプロダクション・アドバイザー：高山達夫
- 編集：星谷渉太
- オフライン編集：長瀬万里
- 制作進行：中村優里[6]
- キャスティング：河村奈美
- ラインプロデューサー：稲垣隆治（cogitoworks）
- プロデューサー：岡林修平、関友彦（cogitoworks）
- ポストプロダクション：UUUM
- 制作プロダクション：cogitoworks
- 製作：丸亀製麺
- 監督：木村好克

## 配信日程

### ドラマ
| 話数  | 配信開始日 |
| ----- | ---------- |
| 第1話 | 05月27日   |
| 第2話 | 05月27日   |

### ドキュメンタリー
| 編   | 配信開始日 |
| ---- | ---------- |
| 前編 | 05月20日   |
| 後編 | 05月26日   |